# Else Mehrle
Else Mehrle (* 18. Dezember 1867 in Klettendorf bei Breslau, heute Klecina; † 1. August 1941 in München) war eine deutsche Malerin, Grafikerin und Illustratorin für Kinder- und Jugendbücher.

## Biografie
Else Mehrle war Schülerin von Albrecht Bräuer in Breslau und Ludwig Schmid-Reutte, Maximilian Dasio und Angelo Jank in München. Ein Schwerpunkt ihrer Themen in der Malerei lag im Bereich Landschaft und Figuren.
Im Jahr 1898 war Else Mehrle Teil der „Damen-Nummer“ (Nr. 22) der Zeitschrift Jugend. Diese Ausgabe vom 28. Mai 1898 veröffentlichte ausschließlich Text- und Bildbeiträge von Frauen. Bis 1917 illustrierte Mehrle Zierleisten, Vignetten und Zeichnungen für insgesamt 16 Ausgaben der Zeitschrift. Sie beteiligte sich mit einem künstlerischen Beitrag an der Ehrung zum 70sten Geburtstag von Georg Hirth.
Else Mehrle schloss sich in München in mehreren Kunstvereinen an. Im Verein für Original-Radierung stellte sie 1901 Landschaftsstudien aus. Ab 1907 stellte sie als Mitglied im Verband Münchner Künstlerinnen und der Münchner Künstlergenossenschaft regelmäßig Grafiken aus. Sie war Gründungsmitglied in der Ortsgruppe München des von Käthe Kollwitz in Berlin gegründeten Frauenkunstverbands. Das Gründungsdatum des Vereins in München war der 17. November 1913. Mehrle engagierte sich nach der Gründung als Schriftführerin.
Um 1913 gestaltete Mehrle ein Quartett für die Spielesammlung „Scholz‘ künstlerische Spiele“ des Mainzer Verlags Jos. Scholz. Das dreisprachiges Quartett mit Blumen-Motiven umfasste 48 Karten. Ein Exemplar des Spiels befindet sich heute im Stadtgeschichtlichen Museum Leipzig. Für den Verlag Jos. Scholz übernahm Mehrle in den 1910er Jahren die Buchausstattung für einige Werke der Mädchenliteratur. Später folgten weitere Quartette, beispielsweise zum Thema „Deutsche Bäume“.
Im Jahr 1914 stellte sie Zeichnungen und Grafiken auf der Bugra in Leipzig in der Abteilung Buchillustrationen aus. Zu ihren Werken zählten Malbücher, Bilderbücher, Entwürfe für Exlibris und Buchschmuck.
Else Mehrle wechselte mehrmals ihre Adresse in München. 1915 war sie als Malerin in der Amalienstraße 70 gemeldet, zehn Jahre später in der Schraudolphstraße 18. Im Jahr 1930 war sie als Kunstmalerin in der Theresienstraße 54 mit Atelier in der Schraudolphstraße 18 verzeichnet. Die letzte Ausstellungstätigkeit ist für das Jahr 1931 im Kunstverein München nachweisbar. Im Adressbuch von München war sie im Jahr 1935 sowie 1940 als Kunstmalerin in der Blütenstraße 17 in München verzeichnet.

## Ausstellungen (Auswahl)
- 1907: Verband der Münchner Künstlerinnen, Münchner Kunstverein[13]
- 1908: Markante Köpfe in Bleistift, Museumsverein Aachen, Gemeinschaftsausstellung des Verbandes Münchner Künstlerinnen[14]
- 1912: Sommer-Ausstellung des Kunstvereins, München[15]
- 1914: Bugra, Leipzig

## Werke (Auswahl)

### Illustrationen in Zeitschriften
- 1898: Zierleiste[16], Zeichnung[17]
- 1901: Zierleiste[18]
- 1903: Blumenbukett[19], Zeichnung Das Urtheil[20]
- 1904: Die Uhr[21], Illustration zum Text Lernen und Studieren[22]
- 1905: Zierleiste[23]
- 1906: Zierleiste[24]
- 1909: Vignette[25], Vignette[26], Vignette[27], Parktor[28], Vignette[29]
- 1910: Glückliche Reise[30], Vignette[31]
- 1911: Vignette Blumenseele[32]
- 1912: Ostern[33]
- 1914: Ex libris[34]
- 1916: Vignette[35]
- 1917: Zeichnung ohne Titel[36]

### Bücher
- 1913: Elisabeth von Dertzen-Dorow: Der goldene Morgen, Jos. Scholz, Mainz, Buchausstattung: Else Mehrle, Illustrationen: Emil Heinsdorff, Jos. Scholz, Mainz
- 1913: Charlotte Niese: Erika. Die Geschichte einer einzigen Tochter. Jos. Scholz, Mainz, Buchausstattung: Else Mehrle, Zeichnungen: Reinhard Pfähler von Othegraven, Jos. Scholz, Mainz
- 1913: Helene Raff: Regina Himmelschütz, Buchschmuck (inkl. illustriertem Vortitel und Schmucktitel) von Else Mehrle, vier ganzseitigen Illustrationen von Arpad Schmidhammer, Jos. Scholz, Mainz
- 1913: Gustav Falke: Herr Purtaller und seine Tochter, Buchausstattung von Else Mehrle, illustriert von Franz Stassen, Jos. Scholz, Mainz
- um 1912: Brüder Grimm: Schneeweißchen und Rosenrot, Die Sterntaler, illustriert von Else Mehrle, Jos. Scholz, Mainz
- 1923: Brüder Grimm: Schneeweißchen und Rosenrot, Jos. Scholz, Mainz

### Gemälde
- ohne Jahr: Lesende Kinder[37]
- ohne Jahr: Apfelzweig[37]
- ohne Jahr: „Eingeschlafen“[38]
- ohne Jahr: Die Bärenhöhle im Oberammergau mit dem auferstehenden Christus[39]

### Sonstiges
- 1913: Blumenquartett, 48 Blätter